# Semeru
Semeru (3 676 m n. m.), indonésky Gunung Semeru nebo také Mahameru, je aktivní stratovulkán, který se nachází ve východní části indonéského ostrova Jáva, v distriktu Pronojiwo provincie Východní Jáva. S nadmořskou výškou 3 676 m je zároveň nejvyšší horou ostrova. Sopka je součástí většího vulkanického masívu, který se táhne od kaldery Tengger. Nachází se na jeho jižním okraji a překrývá starší kaldery Ajek-ajek a Jambangan.
Vulkán je součástí Národního parku Bromo-Tengger-Semeru (indonésky Taman Nasional Bromo Tengger Semeru), vyhlášeného 14. listopadu 1982.

## Historie

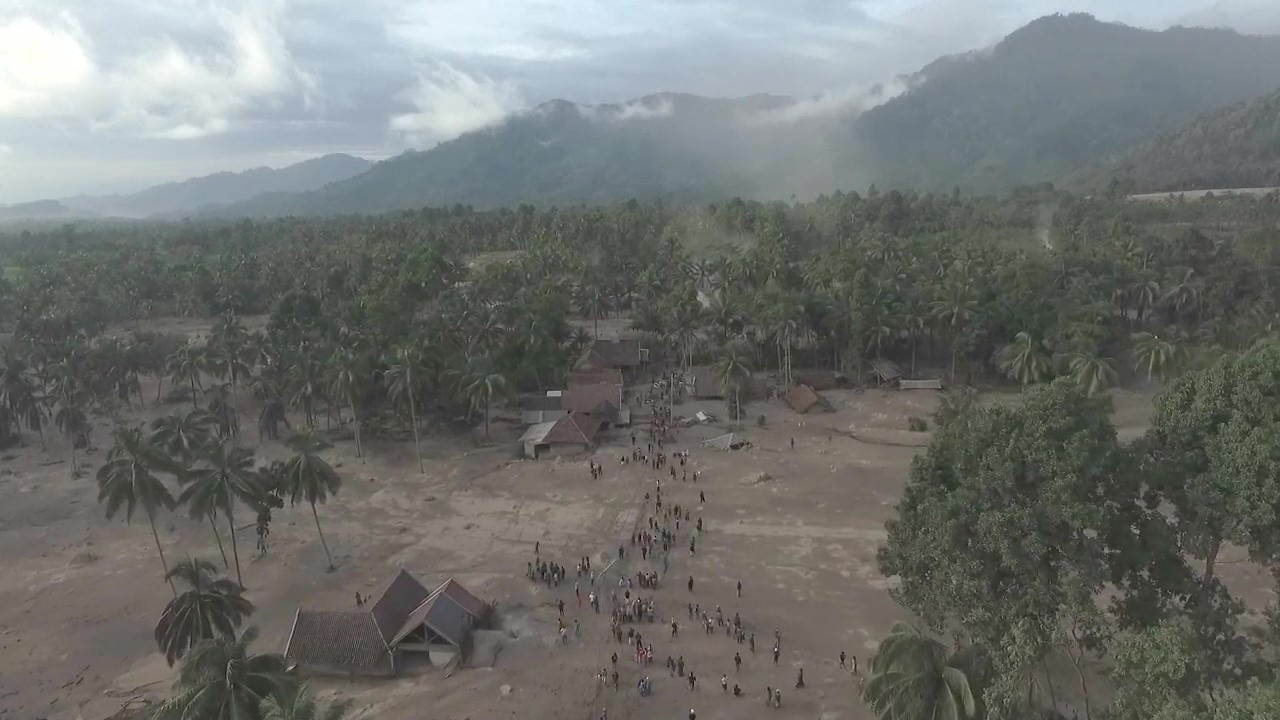
Krajina pokrytá popelem den po erupci ze 4. 12. 2021

Semeru patří mezi aktivní sopky, v 19. a 20. století bylo zaznamenáno více než 50 menších erupcí. Jednalo se zejména o lávové nebo pyroklastické proudy. Pro současnou aktivitu jsou charakteristické menší erupce, které se opakuji přibližně v intervalu 20 minut. Při výbuchu, k němuž došlo 4. prosince 2021, zemřelo několik desítek lidí. První zprávy hovořily o 13 mrtvých a 98 zraněných. O dva týdny později byl zvýšen počet obětí na 57, počet zraněných na 104 a počet nezvěstných na 23.
Hlavní příčinu nečekané erupce geologové přičítají podemletí lávového dómu silnými dešti a jeho následnému zhroucení, po němž následoval prudký únik plynů a vznik smrtícího pyroklastického proudu.
4. prosince 2022 došlo k další středně silné sopečné erupci. Doprovázely ji pyroklastické proudy, které se prohnaly údolími řek až do vzdálenosti 11 km od kráteru.
V současné době (březen 2023) je v rámci eruptivní fáze, která započala v dubnu 2014, stále činná.